# 1975년 팬아메리칸 게임
1975년 팬아메리칸 게임은 1975년 10월 12일부터 10월 26일까지 멕시코의 멕시코시티에서 열린 7번째 팬아메리칸 게임이다.

## 참가국
- 아르헨티나
- 바하마
- 바베이도스
- 벨리즈
- 버뮤다
- 볼리비아
- 브라질
- 캐나다
- 칠레
- 콜롬비아
- 코스타리카
- 쿠바
- 도미니카 공화국
- 에콰도르
- 엘살바도르
- 과테말라
- 가이아나
- 아이티
- 온두라스
- 자메이카
- 멕시코 (개최국)
- 네덜란드령 안틸레스
- 니카라과
- 파나마
- 파라과이
- 페루
- 푸에르토리코
- 수리남
- 트리니다드 토바고
- 우루과이
- 미국
- 베네수엘라
- 미국령 버진아일랜드

## 개최 종목
- 농구
- 다이빙
- 레슬링
- 배구
- 복싱
- 사이클
- 사격
- 수구
- 수영
- 싱크로나이즈드 스위밍
- 야구
- 역도
- 요트
- 유도
- 육상
- 조정
- 체조
- 축구
- 펜싱
- 필드하키

## 메달 집계
| 순위 | 국가                | 금메달 | 은메달 | 동메달 | 합계 |
| ---- | ------------------- | ------ | ------ | ------ | ---- |
| 1    | 미국                | 117    | 82     | 48     | 247  |
| 2    | 쿠바                | 56     | 45     | 33     | 134  |
| 3    | 캐나다              | 19     | 35     | 40     | 94   |
| 4    | 멕시코              | 9      | 13     | 38     | 60   |
| 5    | 브라질              | 8      | 13     | 23     | 44   |
| 6    | 아르헨티나          | 3      | 5      | 7      | 15   |
| 7    | 콜롬비아            | 2      | 4      | 4      | 10   |
| 8    | 에콰도르            | 1      | 1      | 1      | 3    |
| 9    | 가이아나            | 1      | 1      | 0      | 2    |
| 9    | 페루                | 1      | 1      | 0      | 2    |
| 11   | 푸에르토리코        | 0      | 3      | 7      | 10   |
| 12   | 파나마              | 0      | 2      | 2      | 4    |
| 13   | 베네수엘라          | 0      | 1      | 11     | 12   |
| 14   | 도미니카 공화국     | 0      | 1      | 7      | 8    |
| 15   | 자메이카            | 0      | 1      | 3      | 4    |
| 16   | 네덜란드령 안틸레스 | 0      | 1      | 0      | 1    |
| 16   | 트리니다드 토바고   | 0      | 1      | 0      | 1    |
| 18   | 칠레                | 0      | 0      | 2      | 2    |
| 18   | 우루과이            | 0      | 0      | 2      | 2    |
| 20   | 바베이도스          | 0      | 0      | 1      | 1    |
| 20   | 엘살바도르          | 0      | 0      | 1      | 1    |
| 20   | 과테말라            | 0      | 0      | 1      | 1    |
| 20   | 니카라과            | 0      | 0      | 1      | 1    |
| 합계 | 합계                | 217    | 210    | 232    | 659  |